# Quan hệ Ba Lan – Litva
Quan hệ Ba Lan–Litva là mối quan hệ giữa hai quốc gia láng giềng, Cộng hòa Ba Lan và Cộng hòa Litva. Mối quan hệ giữa hai quốc gia này đã bắt đầu từ thế kỷ 13 khi Đại công quốc Lietuva của Công tước Mindaugas có sự quan hệ với Vương quốc Ba Lan bấy giờ còn non yếu. Mối quan hệ dần được nâng cao lên, dẫn tới sự ra đời của Liên bang Ba Lan và Lietuva cho tới khi các lần Phân chia Ba Lan bởi Áo, Phổ và Nga khiến cho cả hai nước biến mất hơn 123 năm. Thế nhưng, sau khi tái độc lập, những mâu thuẫn chính trị và lãnh thổ, chủ yếu là vấn đề Vilnius, đã khiến cho Ba Lan và Litva bất đồng với nhau, dẫn đến Chiến tranh Ba Lan-Litva năm 1920 mà sau đó Ba Lan đánh chiếm Vilnius từ tay Litva. Mối quan hệ giữa hai quốc gia này liên tục đi xuống và căng thẳng cho tới khi Ba Lan gửi tối hậu thư tới Litva năm 1938. Thế nhưng, cùng với việc Đức Quốc xã và Liên Xô xâm lược Ba Lan và Litva trong Chiến tranh thế giới thứ hai, mối quan hệ đã dần ấm lên, tuy nhiên những căng thẳng ngầm vẫn tiếp diễn và hai bên tiếp tục đối đầu nhau. Sau 1945, Litva bị Nga đánh chiếm, trong khi Ba Lan trở thành nhà nước chư hầu của Nga, hai bên đã gần như không có sự giao thương gần gũi nào cho tới 1991, khi Liên Xô tan rã, thì hai nước mới tái lập quan hệ ngoại giao.

## Lịch sử

### Thời trung cổ
Cả hai đã có quan hệ từ thế kỷ 13, thế nhưng bấy giờ quan hệ đã bị giới hạn bởi một loạt các cuộc chiến tranh biên giới và các cuộc xâm chiếm lãnh thổ nhau của hai nhà nước này. Năm 1262, quân Litva tiến hành đột kích xâm chiếm vùng Mašovice, giết chết Hoàng tử kiêm Công tước vùng Masovia, Siemowit I. Chỉ đến những năm 1320, khi vua Ba Lan, Władysław I Piast, liên minh với Đại công tước Litva, Gediminas, mối quan hệ mới bắt đầu cải thiện và đi lên. Con gái Gediminas, Aldona của Litva, kết hôn với Władysław, để nâng cao quan hệ. Aldona sau này hạ sinh ra Casimir III Piast, một trong những quân vương lừng danh của Ba Lan. Năm 1385, trước sự đe dọa của các Hiệp sĩ Teuton, hai nước đã liên minh với nhau qua Liên minh Krewo, mở đường cho sự liên minh sau này giữa hai nước được củng cố, và nò càng trở nên vững chắc với chiến thắng của cả hai trong Trận Grunwald trước quân Teuton của người Đức.
Thế nhưng, cùng với việc Đại công quốc Lietuva ngày một suy yếu do các cuộc chiến tranh liên tục với Đại công quốc Moskva của người Nga, và việc người Nga chuyển hướng Tây tiến và bành trướng, cả hai dần liên minh chặt chẽ hơn, đỉnh điểm là Liên minh Lublin dẫn tới sự ra đời của Liên bang Ba Lan và Lietuva kéo dài từ 1569 cho tới khi bị xóa sổ bởi Nga, Phổ và Áo năm 1795. Trong khoảng thời điểm đó, Thịnh vượng chung đã đạt được nhiều thành tựu khích lệ, nổi bật là bản Hiến pháp mùng 5 tháng 3 năm 1791, bản Hiến pháp lâu đời thứ hai thế giới, chỉ sau bản Hiến pháp Hoa Kỳ.

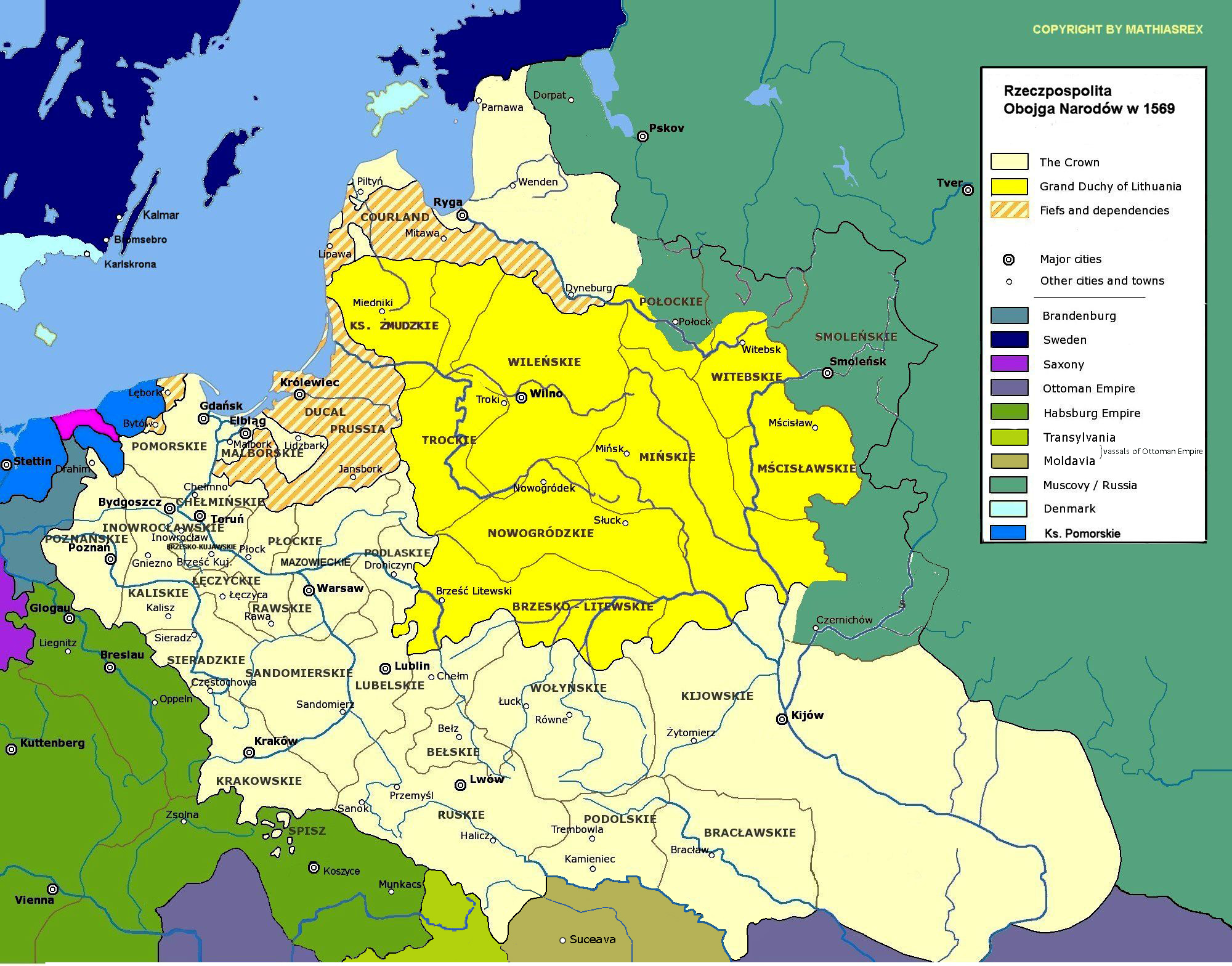
Thịnh vượng chung Ba Lan-Litva từ 1569

Trong khoảng thời kỳ bị phân chia, đã có nhiều cuộc nổi dậy của người dân Ba Lan chống lại ách cai trị bạo ngược của Nga, Áo và Phổ, trong đò phần lớn là nổi dậy chống Nga, song đều bị vùi dập thảm khốc. Tuy nhiên, người Litva lại né tránh việc này, và thậm chí được cho là đã gia nhập Quân đội Đế quốc Nga vùi dập các cuộc nổi dậy của người Ba Lan. Cùng lúc đó, ở Litva thuộc Nga, xuất hiện phong trào phục hưng Litva, tạo bản lề phục hưng tiếng Litva và văn hóa nước này.

## Giữa hai cuộc chiến tranh thế giới
Năm 1919, sau khi tái độc lập, tướng Ba Lan Józef Klemens Piłsudski đã lên ý tưởng về một liên minh gọi là Międzymorze. Thế nhưng, nó lại bị coi là mối đe dọa với nhà nước Litva non trẻ vốn đang phải oằn mình chống lại các cuộc xâm lăng của lực lượng Nga Xô viết cùng lúc đó (bản thân Ba Lan cũng đang phải đánh nhau với Nga trong Chiến tranh Nga-Ba Lan). Cùng với sự bất đồng về vấn đề Vilnius và Sejny, hai nước đã xung đột nhau trong một cuộc chiến tranh mà sau này gây ra hậu quả ngoại giao nặng nề, đặc biệt là việc Ba Lan sáp nhập Vilnius năm 1922.

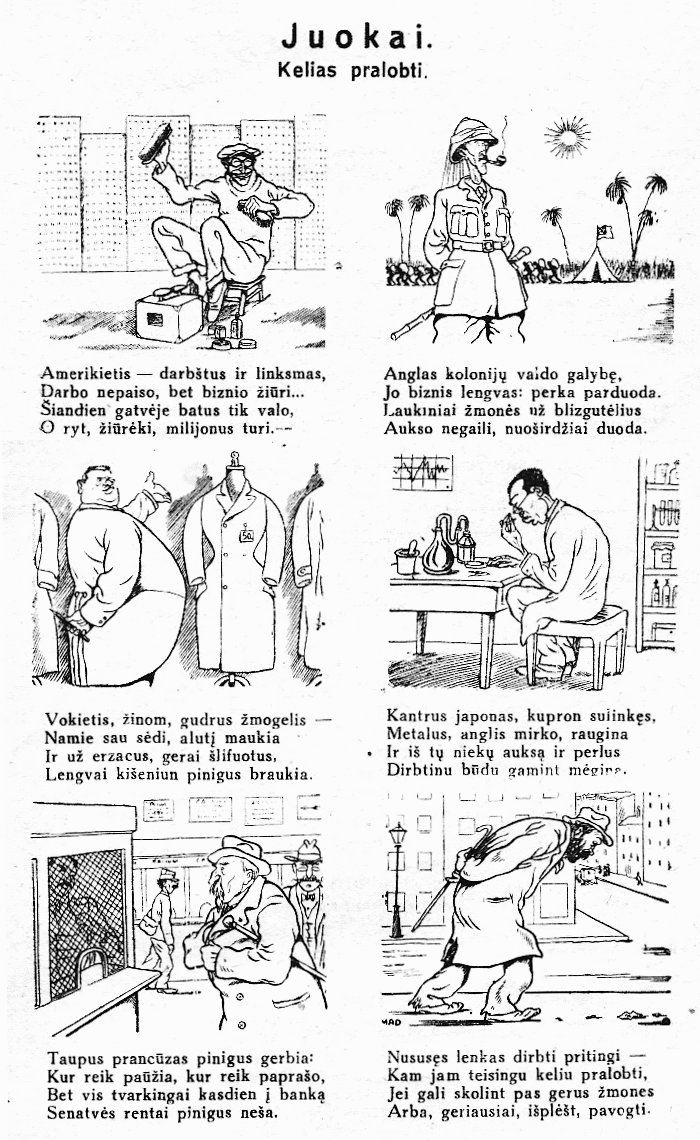
Áp phích bài Ba Lan ở Litva...

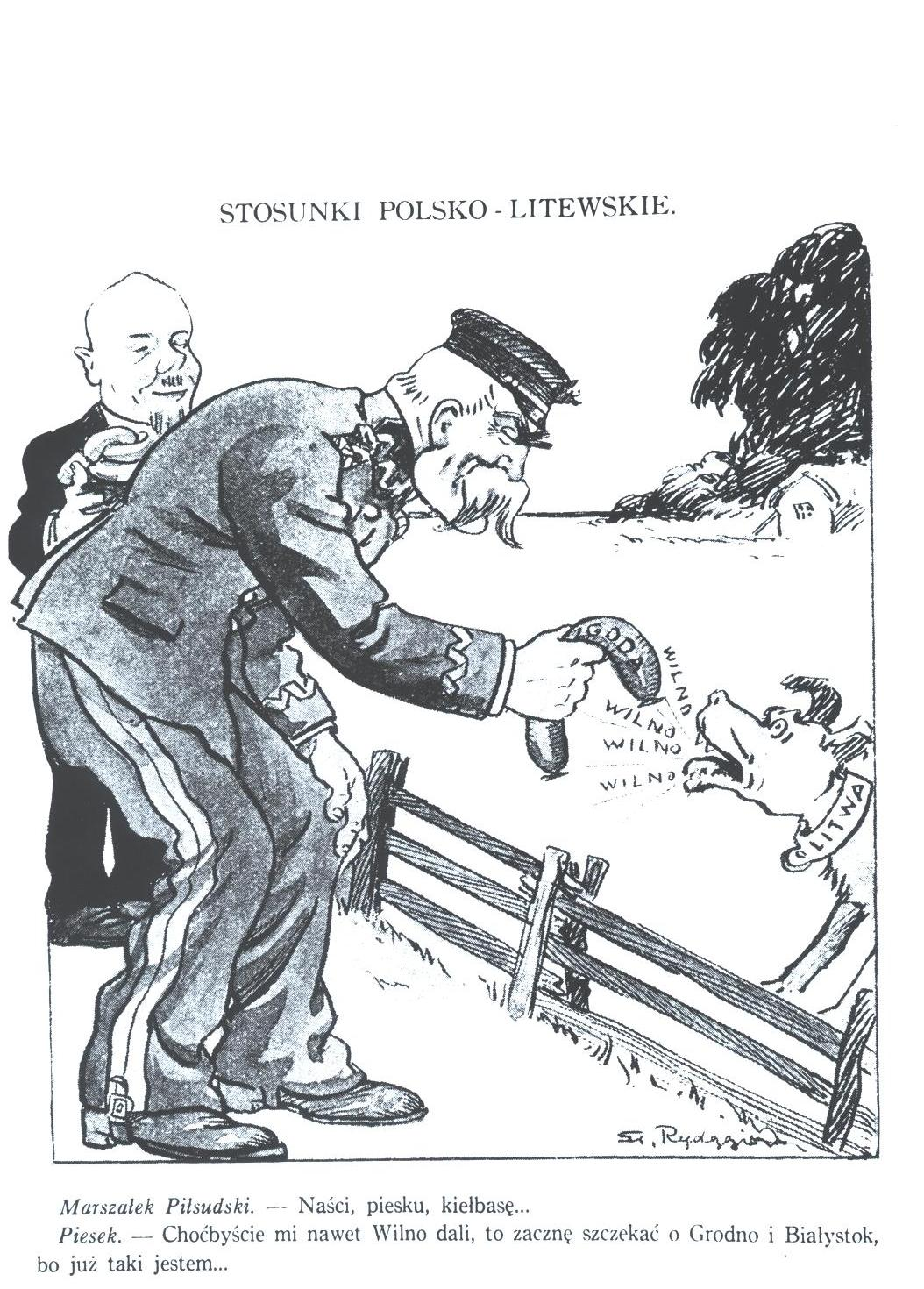
...và áp phích bài Litva ở Ba Lan.

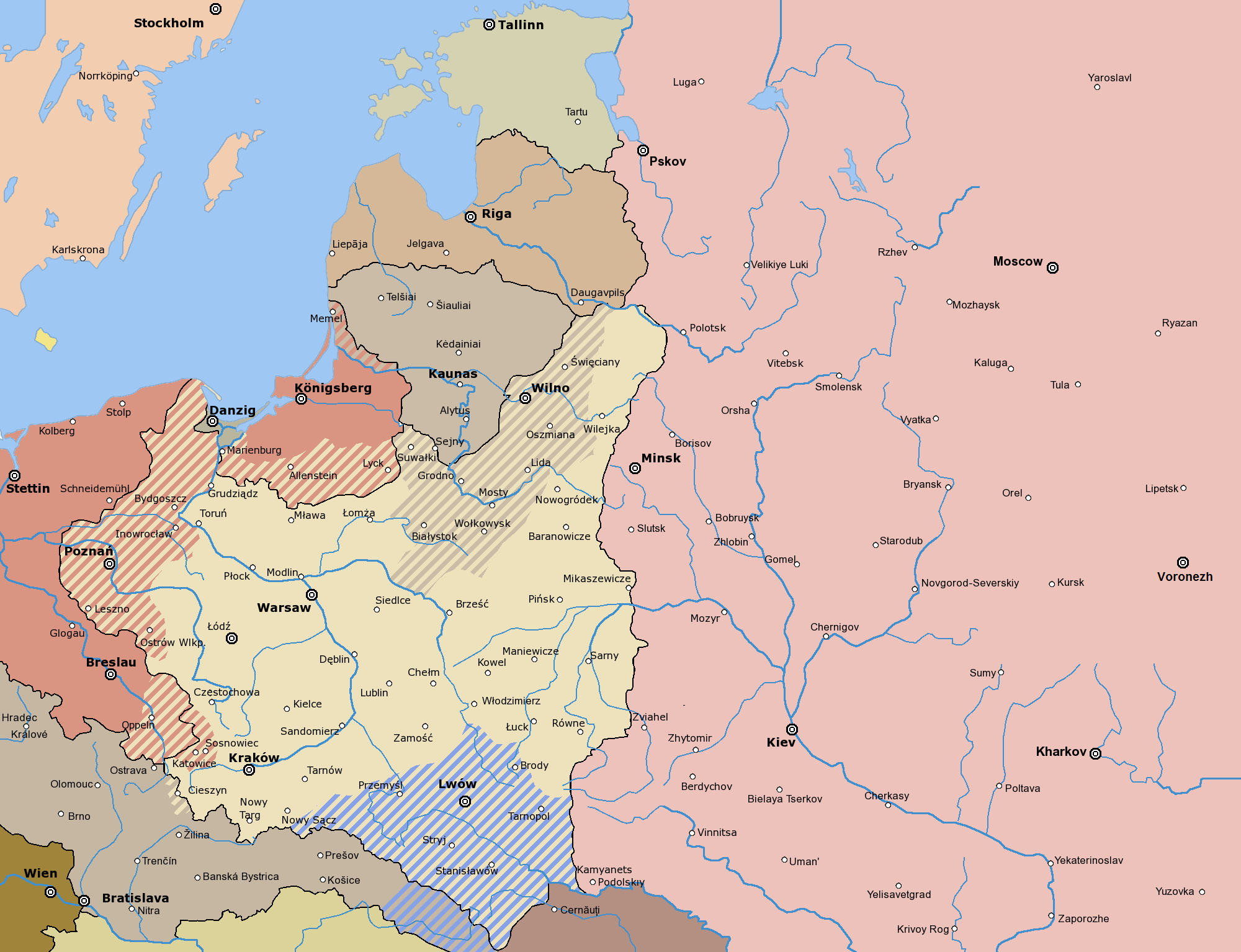
Bản đồ cho thấy tranh chấp lãnh thổ giữa Ba Lan, Litva và Đức sau Thế chiến I.

Giai đoạn giữa hai cuộc chiến tranh chứng kiến những cuộc bài xích và phân biệt đối xử, cũng như đối đầu nhau giữa hai cả hai nước. Người thiểu số ở cả hai nước đều bị phân biệt đối xử và các chính sách của hai quốc gia này đều không khoan dung lẫn nhau. Ở Litva, người Ba Lan thường bị nghi ngờ và phải bị đồng hóa. Ở Ba Lan, sau 1935, chính phủ Ba Lan càng trở nên khắc nghiệt với người Litva và các trường học, cơ sở của người Litva đều bị đóng cửa. Hội Quốc Liên đều phải đứng ra can thiệp để giảm căng thẳng giữa hai nước, cho tới khi hai nước thiết lập ngoại giao năm 1938 theo một sự kiện ép buộc.

## Thế chiến II
Trong Chiến tranh thế giới thứ hai, quan hệ giữa hai nước lại tiếp tục bị đem ra tranh cãi, khi có nhiều chủ đề nhạy cảm diễn ra giữa hai nước, do xoay quanh các vấn đề như việc người Litva ủng hộ Liên Xô và Đức Quốc xã diệt chủng người Ba Lan, cũng như các hoạt động quân sự chống Litva, Đức và Nga của Armia Krajowa. Mặc dù từ những năm 2000, hai bên đã nỗ lực hàn gắn quan hệ, những vấn đề khác biệt giữa hai bên vẫn tồn tại rõ ràng và đầy dai dẳng.

## Thời Liên Xô và Cộng sản Đông Âu
Sau năm 1945, cả hai đều bị Nga Xô viết xâm chiếm. Nền Đệ nhị Cộng hòa Ba Lan bị Liên Xô thay thế bằng nhà nước Cộng sản chư hầu là Cộng hòa Nhân dân Ba Lan, trong khi Litva bị Nga sáp nhập và đổi tên thành Cộng hòa Xã hội chủ nghĩa Xô viết Litva. Một phần lớn lãnh thổ phía Đông của Ba Lan, bao gồm Vilnius, đã bị Nga lấy đi và sáp nhập vào Cộng hòa Xã hội chủ nghĩa Xô viết Byelorussia và Litva. Người Ba Lan ở Litva dần trở thành nạn nhân của chính sách Litva hóa và Nga hóa, trong khi người Litva ở Ba Lan dần suy giảm. Để làm cả hai nước yếu đi, Liên Xô đã làm giảm mối quan hệ lịch sử giữa hai quốc gia, và từ 1945-91, hai nước gần như không có tồn tại ngoại giao.

## Ngày nay

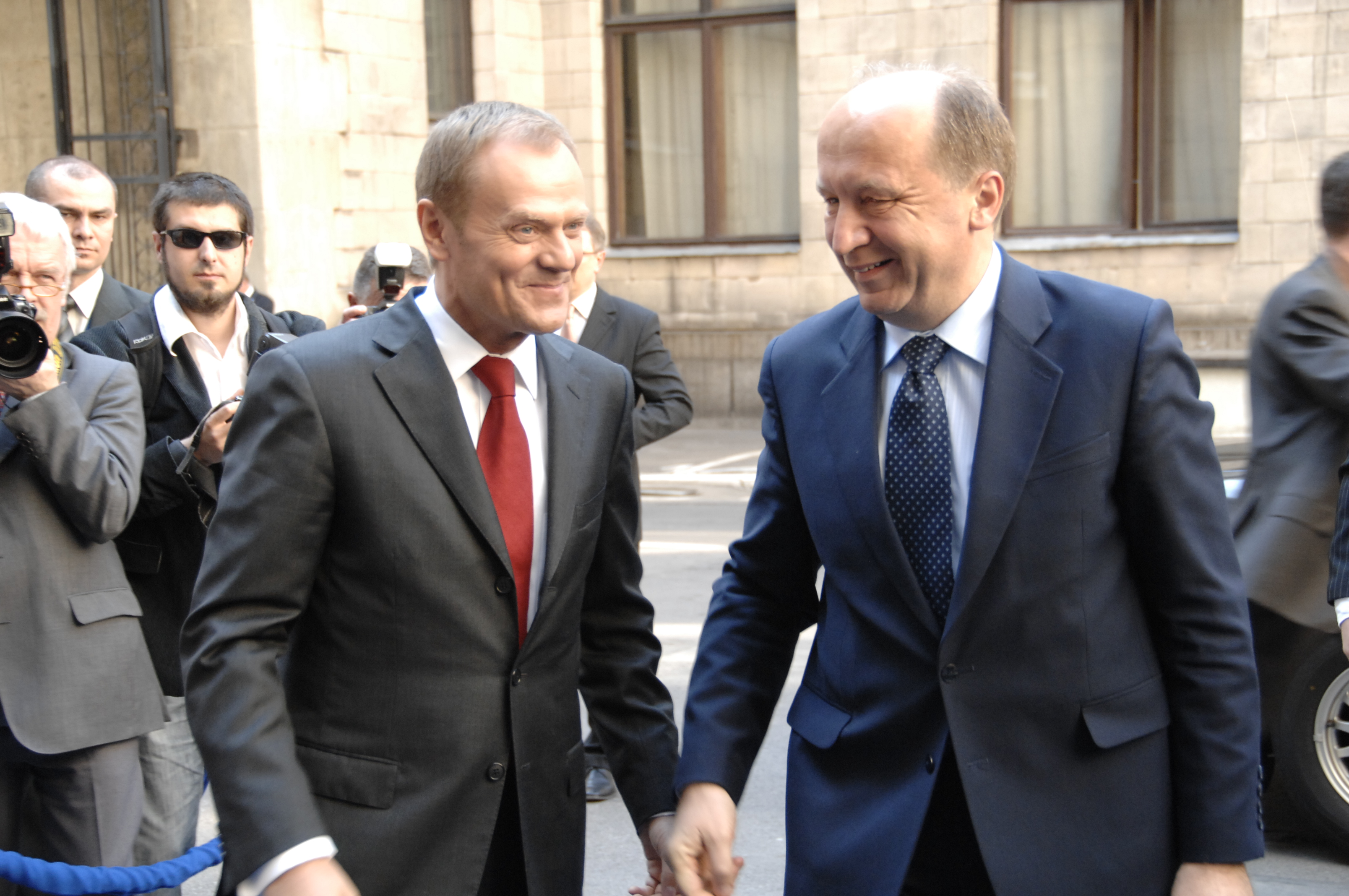
Lãnh đạo Ba Lan và Litva: Donald Tusk and Andrius Kubilius, Warsaw, 2009

Sau khi khối Đông Âu sụp đổ năm 1989 và 1991, Ba Lan và Litva tái thiết lập ngoại giao. Ba Lan là quốc gia đã ủng hộ mạnh mẽ Litva, và là một trong số những nước đầu tiên công nhận Litva độc lập (26 tháng 8 năm 1991). Thế nhưng, đầu những năm 1990, quan hệ giữa hai nước rơi vào đối đầu do vấn đề người thiểu số Ba Lan ở Litva, chủ nghĩa Ba Lan hóa ở Litva, tranh chấp lãnh thổ lịch sử, vấn đề năng lượng.
Thế nhưng, trước những căng thẳng đó, hai nước đã nỗ lực để hàn gắn và nâng cấp quan hệ ngoại giao. Ba Lan và Litva đã ký kết thỏa thuận Tình bạn và Hữu nghị năm 1992, được thông qua năm 1994, đồng thời cũng giải quyết vấn đề tranh chấp lãnh thổ, chủ quyền và vấn đề người thiểu số ở hai nước. Cả hai đều là thành viên của Hiệp ước Schengen, Liên minh châu Âu và NATO. Cả hai đều có chung 103 km đường biên giới.